# Manfred Weber

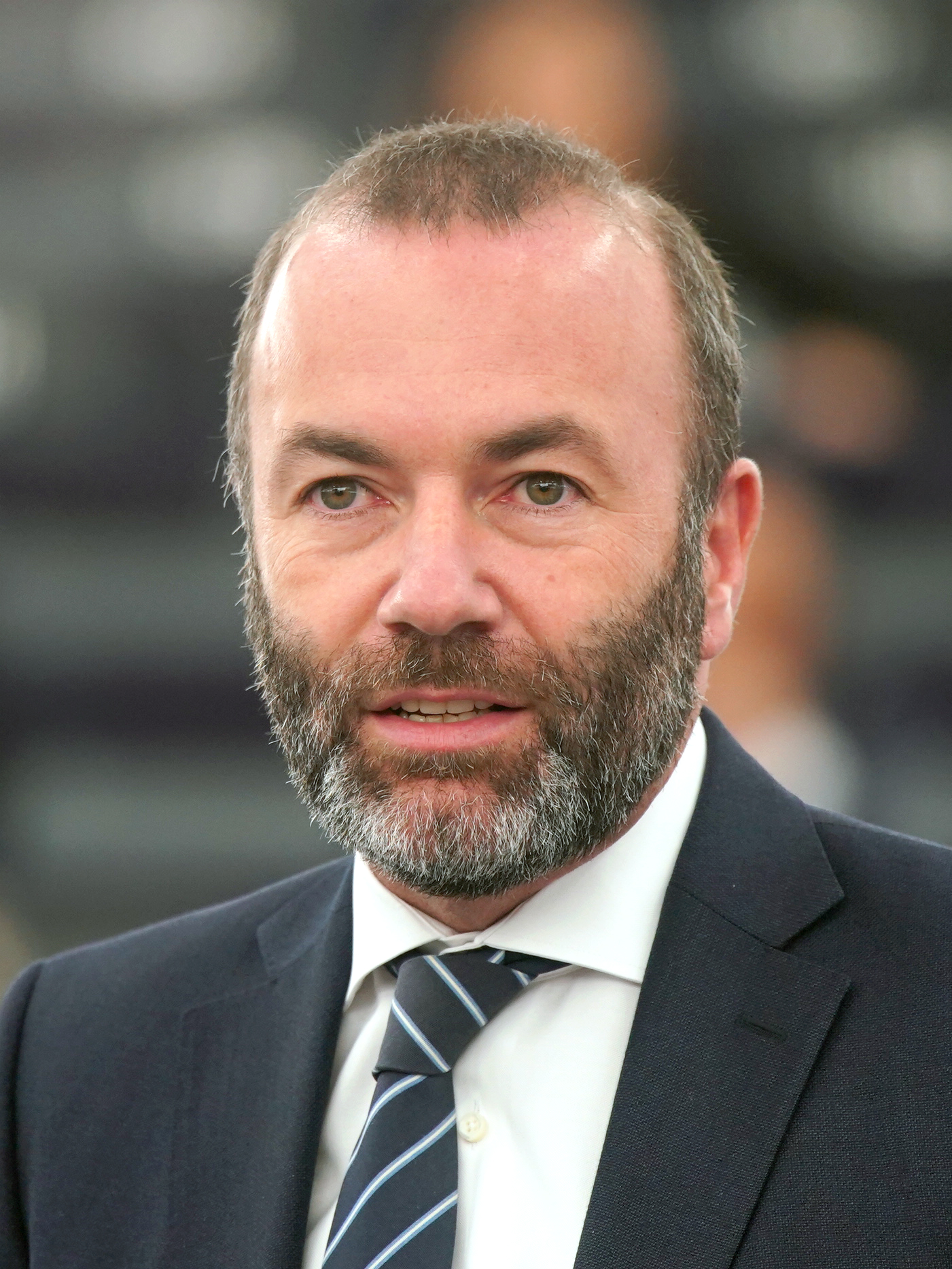
Manfred Weber 2019.

Manfred Weber, född 14 juli 1972 i Niederhatzkofen i dåvarande Västtyskland, är en tysk politiker och Europaparlamentariker från Bayern. Han är medlem i CSU och sitter i Europeiska folkpartiets grupp (kristdemokrater) (EPP) i Europaparlamentet sedan 2004. Sedan den 4 juni 2014 är han gruppledare för EPP-gruppen.
Vid Europaparlamentsvalet 2019 ställde han upp som Europeiska folkpartiets kandidat till att bli nästa kommissionsordförande, men efter valet nominerades istället Ursula von der Leyen.